# Stropersbos
Het Stropersbos of De Stropers is een natuurgebied in de Belgische provincie Oost-Vlaanderen van het Agentschap voor Natuur en Bos. Het bevindt zich in het noordelijk deel van het Waasland, ten noordoosten van de gemeente Stekene (Kemzeke) en ten westen van de gemeente Sint-Gillis-Waas. Het is gelegen ten zuiden de Nederlandse grens langsheen de provinciale weg Sint-Niklaas - Hulst en ten noorden van de autosnelweg Antwerpen-Kust (A11/E34). Het hele natuurgebied heeft een oppervlakte van 478,43 ha. Er zijn afwisselend gedeelten naald- en loofbossen. Het bosgebied is Europees beschermd als onderdeel van het Natura 2000-gebied 'Bossen en heiden van Zandig Vlaanderen: oostelijk deel' (BE2300005). Het bosgebied sluit over de grens in Nederland aan op de Clingse bossen en de Steense bossen ('Waterwinbossen').

## Historiek
Het Stropersbos was tot in de 12de eeuw een onderdeel van het Koningsforeest dat gelegen was in het centrale deel van het Waasland en dat eigendom was van de Graven van Vlaanderen. Vanaf de 13de eeuw werden veel gronden aan de abdijen geschonken, om ze economisch rendabel te maken. Door de ontginningen ontstonden akkers, wastines, hooi- en weilanden. Van het oorspronkelijke Stropersbos is slechts een klein gedeelte bewaard gebleven. Alleen het stuk rondom de vroegere burcht van de leenheerlijkheid Voorhout in 'Burchtakker' (aan de huidige verkeerswisselaar van de E34, afrit Stekene) van waaruit de 'forestiers' de grafelijke landgoederen (bossen en waters) beheerden is authentiek.  Anders dan zijn naam laat vermoeden ontleent het natuurgebied zijn naam niet aan stropers, die hier nochtans vaak actief waren, maar aan de familie Stroopers of De Strooper die in de 17de en 18de eeuw eigendommen had liggen in dit gebied.
Tijdens het Beleg van Antwerpen (1584-1585) liet Alexander Farnese de Parmavaart van hieruit (één jaar voor de bouw van het fort Sint-Jan) naar Antwerpen graven. Het grootste gedeelte van de bomen werd geveld door de Spanjaarden om de Scheldestad te veroveren. Met het oog op bosbouw van naaldhout (fijnspar en douglasspar) bestemd voor de industrie begon in de 18de eeuw een structurele herbebossing volgens een nieuw, rationeler percelenpatroon met lange, rechte dreven. Door De Stropers ligt een 18e-eeuwse Bedmarlinie met ten zuidwesten van het gebied Fort Sint-Jan.
Vroeger was het bos privébezit (o.a. van de adellijke familie Janssens de Varebeke). Nu is het bijna volledig aangekocht en onderhouden door de overheid en kunnen de wegen betreden worden. Ook Natuurpunt Waasland Noord heeft er enkele percelen in beheer zoals de Lange Vaag en de Gavers. Hier worden regelmatig wandelingen georganiseerd. Het is dan ook een toeristische trekpleister geworden.

## Beschrijving
Onder de naaldbomen zijn er zurige gronden die meestal niet begroeid zijn. Wel groeien er in het najaar verschillende soorten paddenstoelen.

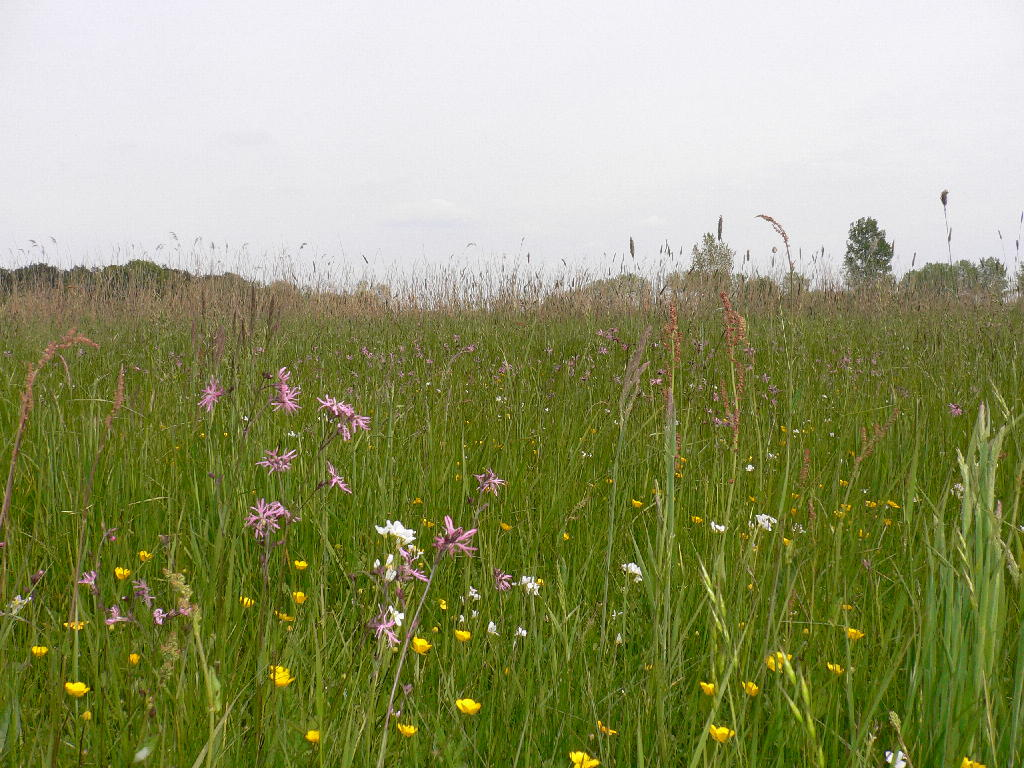
De Gavers een open ruimte in het Life-project

Het Stropersbos is erkend als LIFE+-project door de Europese Unie. De Vlaamse Landmaatschappij (VLM) coördineert het project en de herinrichting van dit natuurgebied.
De omgeving van het Stropersbos staat bekend tot vandaag bekend als een verdroogd gebied. In het verleden kwamen in dit gebied plant- en diersoorten uit natte heiden en hooilanden voor. Door vernatting van de ondergrond wil men de oude vegetaties terug kansen geven. De verdroging werd veroorzaakt door een verstoord grondwatersysteem. Enkele andere vegetatietypes hebben eveneens grote potenties in dit gebied: open graslandvegetaties met struisgras en buntgras, droge heidetypes, voedselrijke ruigtes langs waterlopen en boszomen, oude zuurminnende eikenbossen. Het natuurstreefdoel is een landschap met heel wat overgangssituaties tussen bos en grasland: gesloten bos, spontane bosopslag en struweel afgewisseld met vochtige en droge heischrale graslanden en schrale hooilanden. Het middel hiertoe is integraal, zeer extensief, jaarrond begrazingsbeheer, onder meer met runderen. De projectvisie ontwikkeld in samenwerking met de plaatselijke afdeling van Natuurpunt, integreert een duurzaam bosgebruik en een inrichting naar recreatie, met een link naar natuurbescherming en -educatie.
In oktober 2007 zijn de werken van het Life project gestart. Ter dien gelegenheid was er op 30 september 2007 een grootschalige informatieve wandelhappening waaraan massaal werd deelgenomen. Het Life project werd afgesloten op 15 november 2009 met een slothappening.

## Afbeeldingen

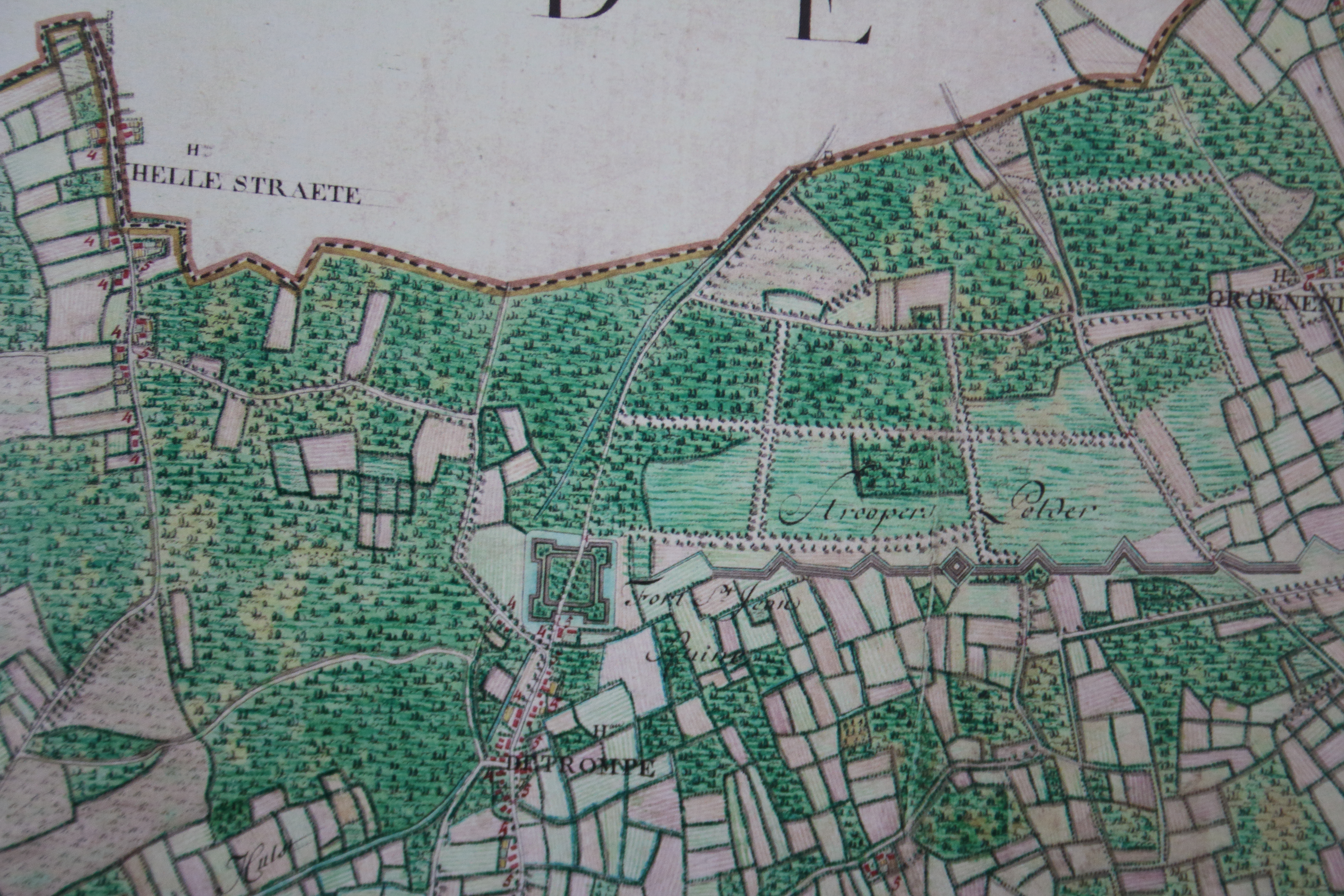
Stropersbos op de Ferrariskaart
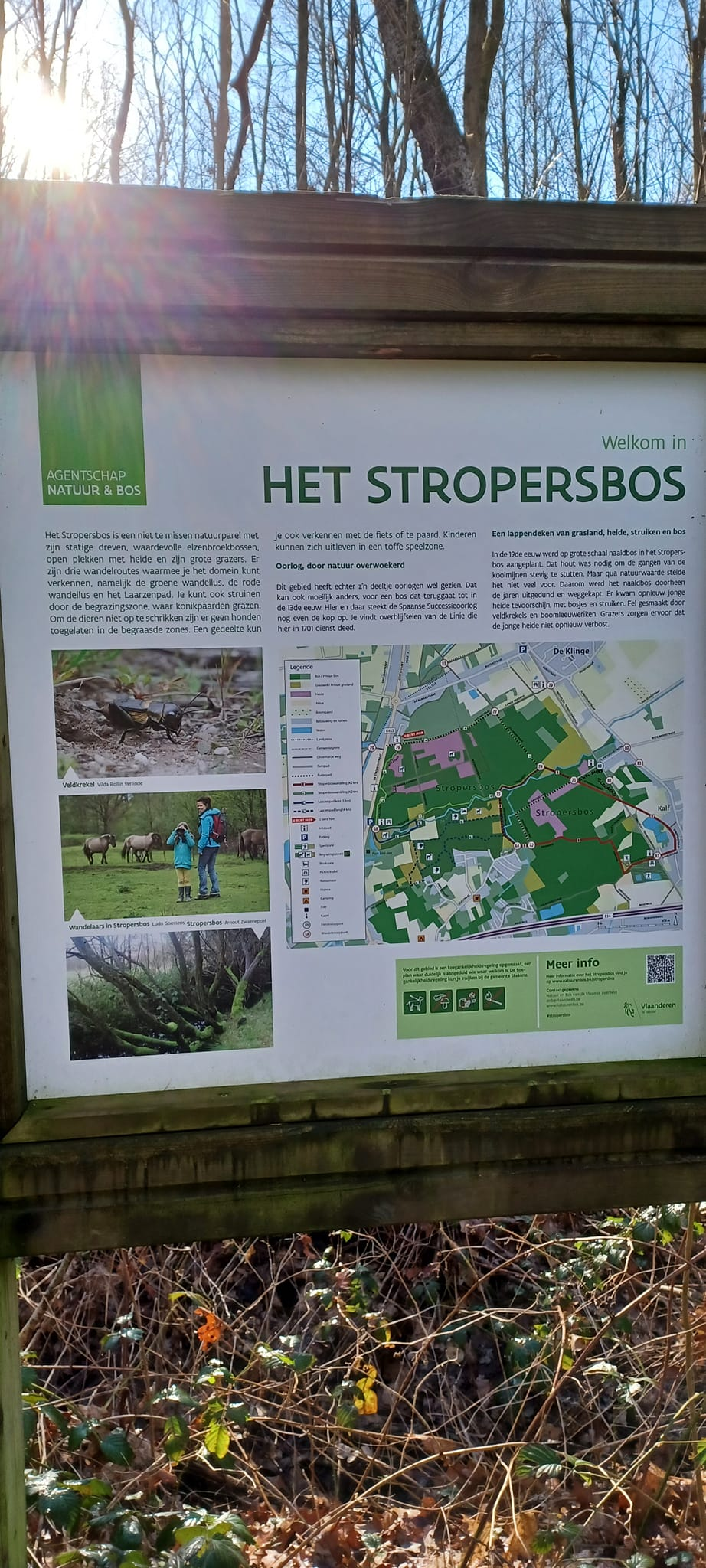
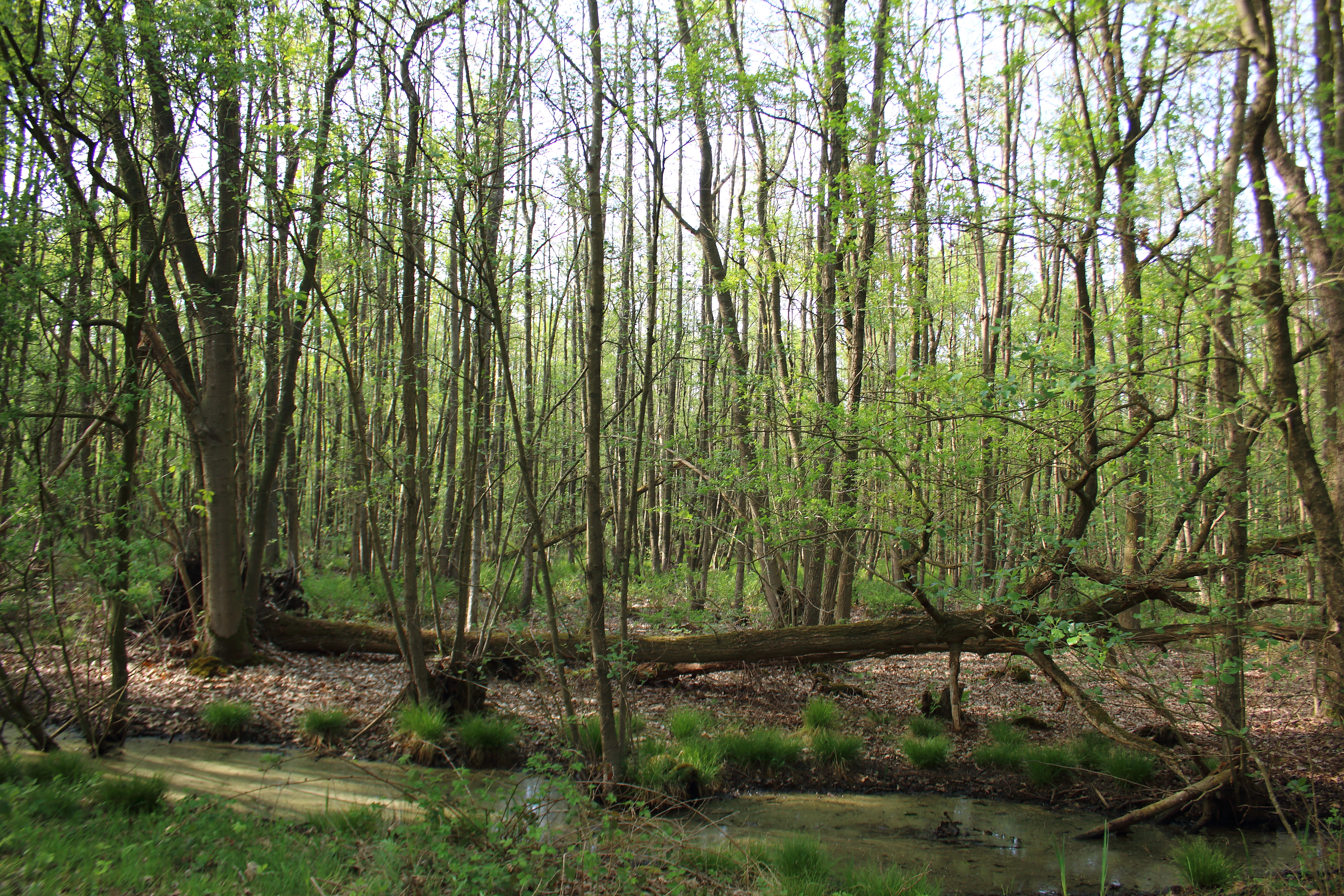
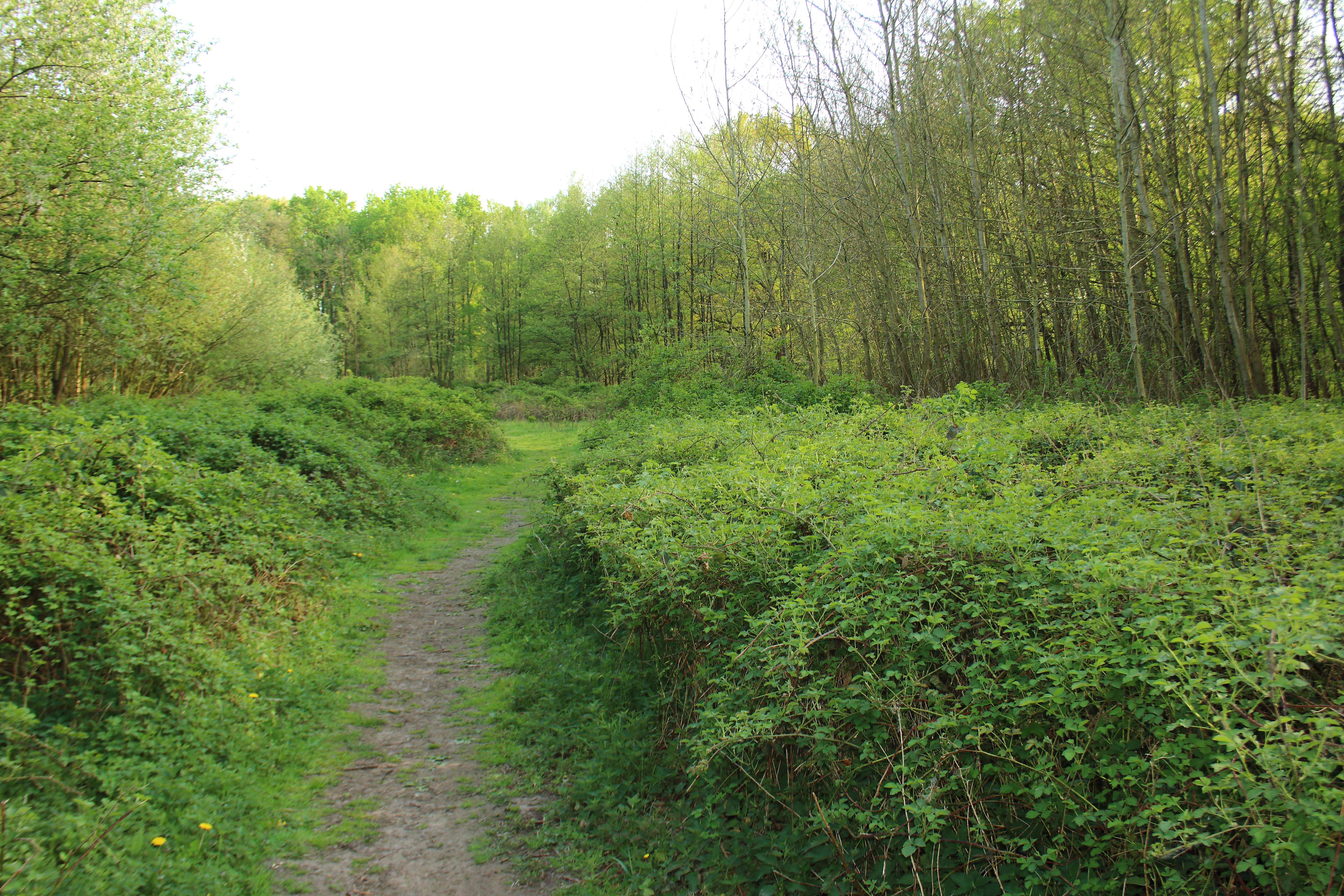
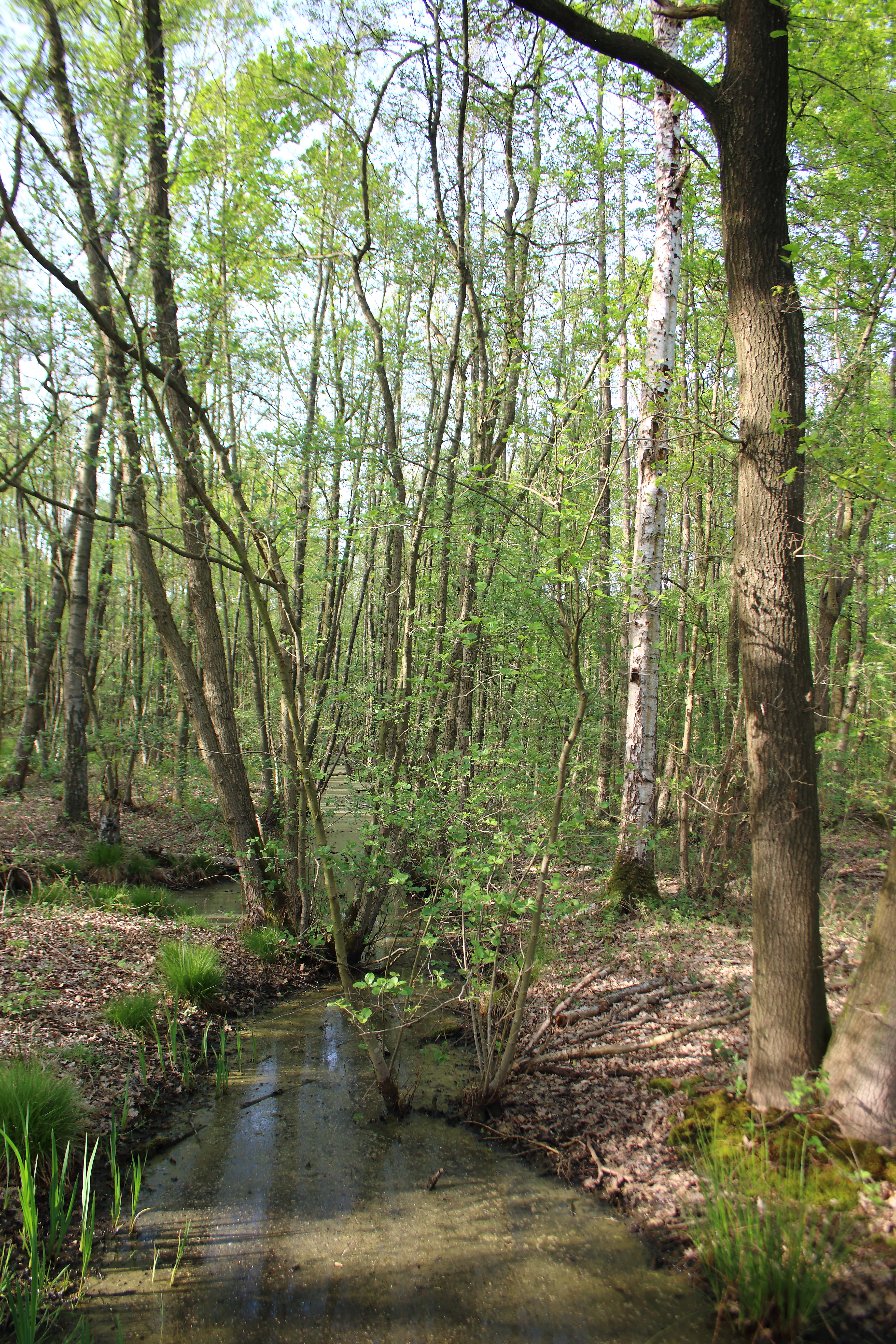